# Freistadt (distrikt)
Freistadt är ett distrikt (Bezirk) i det österrikiska  förbundslandet Oberösterreich. Centralorten Freistadt ligger 140 kilometer väster om huvudstaden Wien. Distriktet gränsar i norr mot Tjeckien.
Distriktet delas in i två stadskommuner, 17 köpingskommuner och åtta kommuner:

Kommunerna i distriktet Freistadt

Stadskommuner (Stadtgemeinden):
- Freistadt
- Pregarten

Köpingskommuner (Marktgemeinden):
- Bad Zell
- Gutau
- Hagenberg im Mühlkreis
- Kefermarkt
- Königswiesen
- Lasberg
- Leopoldschlag
- Liebenau
- Neumarkt im Mühlkreis
- Rainbach im Mühlkreis
- Sankt Leonhard bei Freistadt
- Sankt Oswald bei Freistadt
- Tragwein
- Unterweissenbach
- Wartberg ob der Aist
- Weitersfelden
- Windhaag bei Freistadt

Kommuner (Gemeinden):
- Grünbach
- Hirschbach im Mühlkreis
- Kaltenberg
- Pierbach
- Sandl
- Schönau im Mühlkreis
- Unterweitersdorf
- Waldburg